# Flora Cash
Flora Cash es un dúo musical de indie pop conformado por Shpresa Lleshaj y Cole Randall.

## Historia
Lleshaj, de Estocolmo, y Randall, de Minneapolis, se conocieron en 2012 en la plataforma SoundCloud cuando Lleshaj empezó a comentar las composiciones de Randall. Luego de encontrarse personalmente en Minneapolis, empezaron una colaboración musical en Suecia con el nombre de Flora Cash.
En 2012, el dúo publicó el EP Mighty Fine, seguido de Made It for You (2013) y I Will Be There (2014). En 2016 publicó un miniálbum titulado Can Summer Love Last Forever? y un año después su primer álbum larga duración, Nothing Lasts Forever (And It's Fine). El sencillo derivado de este álbum, "You're Somebody Else", logró ubicarse en la quinta posición de la lista "Adult Alternative" de Billboard, en la segunda posición de la lista "Alternative Songs", además de figurar en otras listas.

## Discografía

### Álbumes
- Can Summer Love Last Forever? (2016)
- Nothing Lasts Forever (And It's Fine) (2017)
- Baby it's Okay

### EP
- Mighty Fine (2012)
- Made It for You (2013)
- I Will Be There (2014)
- Press (2019)

### Sencillos
| Título                 | Año  | Posición en listas | Posición en listas | Posición en listas | Posición en listas | Álbum                                 |
| Título                 | Año  | EE.UU. AAA         | US Adult           | EE.UU. Alt.        | EE.UU. Rock        | Álbum                                 |
| ---------------------- | ---- | ------------------ | ------------------ | ------------------ | ------------------ | ------------------------------------- |
| "You're Somebody Else" | 2017 | 5                  | 22                 | 2                  | 5                  | Nothing Lasts Forever (and It's Fine) |
| "They Own This Town"   | 2018 | —                  | —                  | —                  | —                  | Press                                 |